# استان صعده
استان صعده (به عربی:  محافِظة صَعدَة) نام استانی در کشور یمن در شبه جزیره عربستان است.

## جغرافیا
استان صعده استانی است کوهستانی و در فاصلهٔ ۲۴۳ کیلومتری شمال پایتخت یمن صنعا واقع می‌باشد، و ارتفاعش از سطح دریا ۱۵۰۰ تا ۲۵۰۰ متر می‌باشد.
در دوران قدیم نام این شهر «جُماع» بوده‌است؛ و در هزار سال گذشته به نام «صعده» خوانده‌است. این استان در حدود یمن به عربستان سعودی قرار دارد. جادهٔ آسفالته از صنعا تا اینجا پایان می‌یابد. این استان در سال ۲۰۰۴ جمعیتی برابر ۶۹۵٬۰۳۳ داشته‌است (۳٫۶۷٪ جمعیت کل یمن) و مساحت آن ۱۱٬۳۷۵ کیلومترمربع است.

## جمعیت شناسی

### جمعیت
جمعیت استان صعده (۲۰۰۴) در حدود ۶۹۵٬۰۳۳ نفر می‌باشد. جمعیت این استان تقریبا ۴ الی ۵ درصد جمعیت کل کشور یمن می باشد.

### دین و مذهب
اکثریت جمعیت این استان شیعه زیدیه هستند.
| دین مردم استان صعده | دین مردم استان صعده | دین مردم استان صعده | دین مردم استان صعده | دین مردم استان صعده |
| ------------------- | ------------------- | ------------------- | ------------------- | ------------------- |
| قومیت               | قومیت               |                     | درصد                | درصد                |
| شیعه                | شیعه                |                     | ۹۵٪                 | ۹۵٪                 |
| سنی                 | سنی                 |                     | ۵٪                  | ۵٪                  |

## فرمانداری‌ها
این استان شامل ۱۵ شهرستان است: حشوه، صفرا، ظاهر، باقم، حیدان، رازح، ساقین، ساحر، شدا، صعده، غمر، قطابر، کتاف و بقع، مجز، منبه.
استان صعده به پنج فرمانداری تقسیم شده‌است.
- فرمانداری سحار، مرکز الُسنارة.
- فرمانداری جُماعه، مرکز مَجر.
- فرمانداری خولان بن عامر، مرکز ساقین.
- فرمانداری رازح، مرکز النظیر.
- فرمانداری همدان، مرکز کِناف.

## شهر باستانی صعده

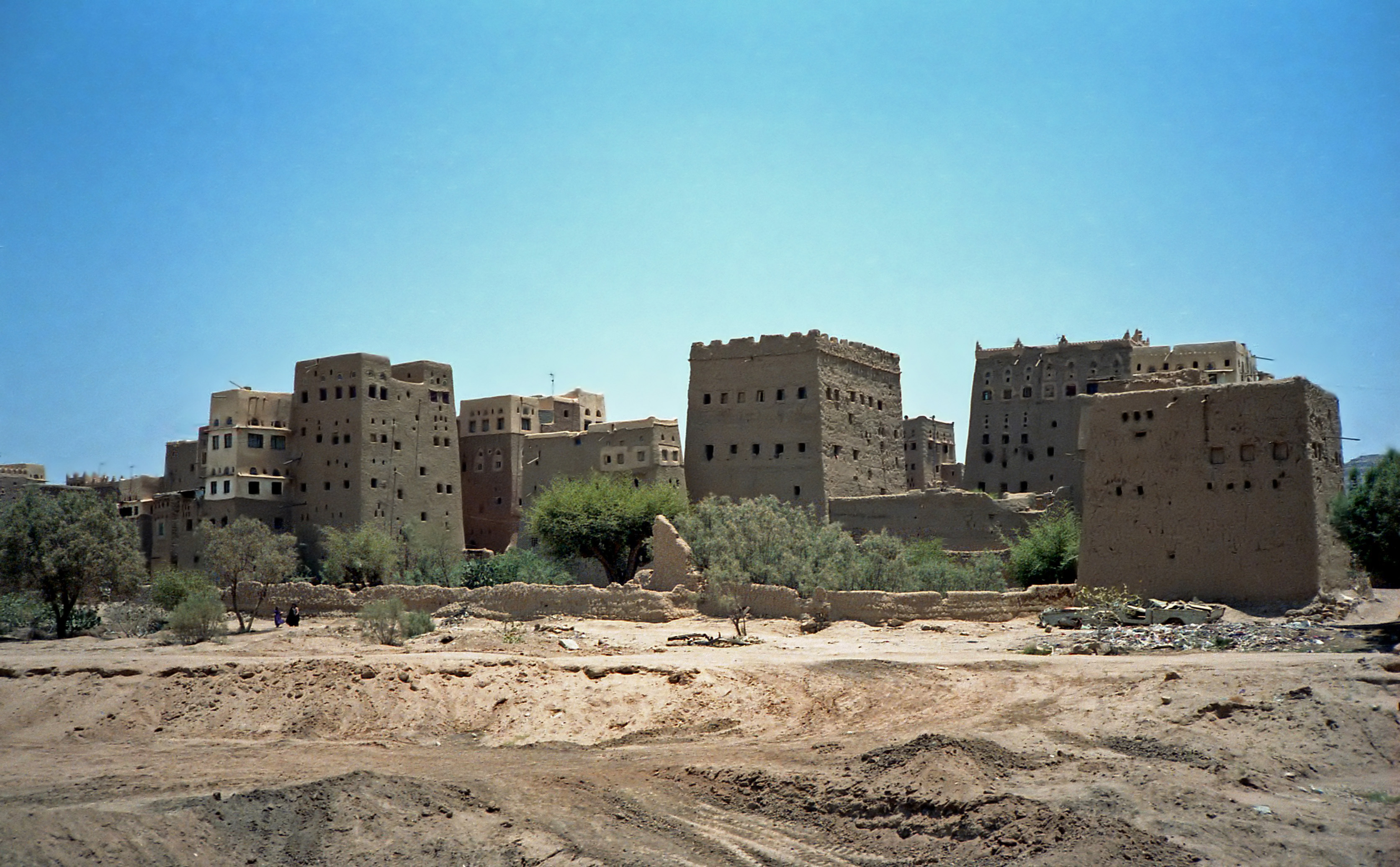

آثار و خرابه‌های شهر باستانی «صعده» در یک کیلومتری شمال شهر کنونی برجای مانده‌است، این شهر در پایهٔ کوه «تُلمُصّ» واقع بوده‌است.
گویند ویرانی این شهر زیبا در اثر جنگی که در مابین دو نوهٔ الهادی بن یحیی الحسین و نوهٔ الحسن بن الناصر در قرن سوم هجری قمری رخ داده بوده، واین شهر به‌طور کلی تخریب شده‌است. این جنگ در سال ۲۵۲ هجری قمری شروع و در سال ۳۳۰ هجری قمری پایان یافته‌است.
مؤرخ و تاریخ‌نویس و شاعر «الهمدانی» می‌گوید که در صعده قصر مشیدی وجود داشته بود که از زیباترین بناهای آن دوران بود، اتاقهای زیبا و با نقش و نگاری مخصوص و تزیین جباسی و الواح عاج و شیشه‌های رنگارنگ و در و دریچه‌های اتاق‌ها تزیین خاصی نموده بودند، آثار این کاخ هنوز در ضلع جنوبی شهر صعده کنونی به چشم می‌خورد.

## مشاهیر صعده
صعده دارای علماء و محدثین افاضل و تاریخ نویسان و دانشمندان بوده‌است که از مشهورترین آنها نام می‌بریم:
- ابو عبدالله محمد بن ابراهیم بن مسلم البطال الصعدی (محدث).
- محمد بن عقبة بن علقمة.
- اسحاق بن وهب العلاف.
- محمد بن حمید الرازی.
- السماد بن سعید بن خلف